# تدلي (تيدلي مسفيوة)
تدلي هي إحدى مشيخات المملكة المغربية، تتبع جغرافيا لإقليم الحوز وإداريًا لتيدلي مسفيوة. يقدر عدد سكانها بـ 4824 نسمة حسب الإحصاء الرسمي للسكان والسكنى لسنة 2004.